# Grand Prix moto d'Inde 2023
Le Grand Prix moto d'Inde 2023 (officiellement IndianOil Grand Prix of India) est la treizième manche du championnat du monde de vitesse moto 2023.
Cette 1re édition du Grand Prix moto d'Inde se déroule du 22 septembre au 24 septembre sur le Circuit international Buddh à Greater Noida.

## Classement MotoGP

### Course sprint
| Pos.             | No. | Pilote                | Equipe                       | Constructeur | Tours | Temps/Ecarts    | Grille | Points |
| ---------------- | --- | --------------------- | ---------------------------- | ------------ | ----- | --------------- | ------ | ------ |
| 1                | 89  | Jorge Martín          | Prima Pramac Racing          | Ducati       | 11    | 19 min 18 s 836 | 2      | 12     |
| 2                | 1   | Francesco Bagnaia     | Ducati Lenovo Team           | Ducati       | 11    | +1 s 389        | 3      | 9      |
| 3                | 93  | Marc Márquez          | Repsol Honda Team            | Honda        | 11    | +2 s 405        | 6      | 7      |
| 4                | 33  | Brad Binder           | Red Bull KTM Factory Racing  | KTM          | 11    | +2 s 904        | 13     | 6      |
| 5                | 72  | Marco Bezzecchi       | Mooney VR46 Racing Team      | Ducati       | 11    | +3 s 266        | 1      | 5      |
| 6                | 20  | Fabio Quartararo      | Monster Energy Yamaha MotoGP | Yamaha       | 11    | +4 s 327        | 8      | 4      |
| 7                | 43  | Jack Miller           | Red Bull KTM Factory Racing  | KTM          | 11    | +7 s 172        | 15     | 3      |
| 8                | 12  | Maverick Viñales      | Aprilia Racing               | Aprilia      | 11    | +8 s 798        | 9      | 2      |
| 9                | 25  | Raúl Fernández        | CryptoData RNF MotoGP Team   | Aprilia      | 11    | +10 s 530       | 11     | 1      |
| 10               | 49  | Fabio Di Giannantonio | Gresini Racing MotoGP        | Ducati       | 11    | +10 s 826       | 12     |        |
| 11               | 37  | Augusto Fernández     | GasGas Factory Racing Tech3  | KTM          | 11    | +11 s 456       | 17     |        |
| 12               | 88  | Miguel Oliveira       | CryptoData RNF MotoGP Team   | Aprilia      | 11    | +15 s 415       | 18     |        |
| 13               | 30  | Takaaki Nakagami      | LCR Honda Idemitsu           | Honda        | 11    | +17 s 437       | 14     |        |
| 14               | 51  | Michele Pirro         | Ducati Lenovo Team           | Ducati       | 11    | +23 s 714       | 21     |        |
| 15               | 21  | Franco Morbidelli     | Monster Energy Yamaha MotoGP | Yamaha       | 11    | +36 s 468       | 16     |        |
| Ab.              | 41  | Aleix Espargaró       | Aprilia Racing               | Aprilia      | 7     | Accident        | 10     |        |
| Ab.              | 5   | Johann Zarco          | Prima Pramac Racing          | Ducati       | 6     | Abandon         | 7      |        |
| Ab.              | 36  | Joan Mir              | Repsol Honda Team            | Honda        | 3     | Accident        | 5      |        |
| Ab.              | 10  | Luca Marini           | Mooney VR46 Racing Team      | Ducati       | 0     | Accident        | 4      |        |
| Ab.              | 44  | Pol Espargaró         | GasGas Factory Racing Tech3  | KTM          | 0     | Accident        | 19     |        |
| Ab.              | 6   | Stefan Bradl          | LCR Honda Castrol            | Honda        | 0     | Accident        | 20     |        |
| DNS              | 73  | Álex Márquez          | Gresini Racing MotoGP        | Ducati       |       | Non partant     |        |        |
| Rapport officiel |     |                       |                              |              |       |                 |        |        |

### Course principale
| Pos.                                                                  | No. | Pilote                | Equipe                       | Constructeur | Tours | Temps/Ecarts       | Grille | Points |
| --------------------------------------------------------------------- | --- | --------------------- | ---------------------------- | ------------ | ----- | ------------------ | ------ | ------ |
| 1                                                                     | 72  | Marco Bezzecchi       | Mooney VR46 Racing Team      | Ducati       | 21    | 36 min 59 s 157    | 1      | 25     |
| 2                                                                     | 89  | Jorge Martín          | Prima Pramac Racing          | Ducati       | 21    | +8 s 649           | 2      | 20     |
| 3                                                                     | 20  | Fabio Quartararo      | Monster Energy Yamaha MotoGP | Yamaha       | 21    | +8 s 855           | 7      | 16     |
| 4                                                                     | 33  | Brad Binder           | Red Bull KTM Factory Racing  | KTM          | 21    | +12 s 643          | 12     | 13     |
| 5                                                                     | 36  | Joan Mir              | Repsol Honda Team            | Honda        | 21    | +13 s 214          | 4      | 11     |
| 6                                                                     | 5   | Johann Zarco          | Prima Pramac Racing          | Ducati       | 21    | +14 s 673          | 6      | 10     |
| 7                                                                     | 21  | Franco Morbidelli     | Monster Energy Yamaha MotoGP | Yamaha       | 21    | +16 s 946          | 15     | 9      |
| 8                                                                     | 12  | Maverick Viñales      | Aprilia Racing               | Aprilia      | 21    | +17 s 191          | 8      | 8      |
| 9                                                                     | 93  | Marc Márquez          | Repsol Honda Team            | Honda        | 21    | +19 s 118          | 5      | 7      |
| 10                                                                    | 25  | Raúl Fernández        | CryptoDATA RNF MotoGP Team   | Aprilia      | 21    | +26 s 504          | 10     | 6      |
| 11                                                                    | 30  | Takaaki Nakagami      | LCR Honda Idemitsu           | Honda        | 21    | +28 s 521          | 13     | 5      |
| 12                                                                    | 88  | Miguel Oliveira       | CryptoDATA RNF MotoGP Team   | Aprilia      | 21    | +29 s 088          | 17     | 4      |
| 13                                                                    | 44  | Pol Espargaró         | GasGas Factory Racing Tech3  | KTM          | 21    | +29 s 728          | 18     | 3      |
| 14                                                                    | 43  | Jack Miller           | Red Bull KTM Factory Racing  | KTM          | 21    | +31 s 324          | 14     | 2      |
| 15                                                                    | 6   | Stefan Bradl          | LCR Honda Castrol            | Honda        | 21    | +35 s 782          | 19     | 1      |
| 16                                                                    | 51  | Michele Pirro         | Ducati Lenovo Team           | Ducati       | 21    | +49 s 242          | 20     |        |
| Ab.                                                                   | 49  | Fabio Di Giannantonio | Gresini Racing MotoGP        | Ducati       | 19    | Abandon            | 11     |        |
| Ab.                                                                   | 1   | Francesco Bagnaia     | Ducati Lenovo Team           | Ducati       | 13    | Accident           | 3      |        |
| Ab.                                                                   | 41  | Aleix Espargaró       | Aprilia Racing               | Aprilia      | 11    | Problème technique | 9      |        |
| Ab.                                                                   | 37  | Augusto Fernández     | GasGas Factory Racing Tech3  | KTM          | 6     | Abandon            | 16     |        |
| DNS                                                                   | 10  | Luca Marini           | Mooney VR46 Racing Team      | Ducati       |       | Non partant        |        |        |
| DNS                                                                   | 73  | Álex Márquez          | Gresini Racing MotoGP        | Ducati       |       | Non partant        |        |        |
| Meilleur tour en course: Marco Bezzecchi (Ducati) – 1:45.028 (tour 3) |     |                       |                              |              |       |                    |        |        |
| Rapport officiel                                                      |     |                       |                              |              |       |                    |        |        |

## Classement Moto2
La course, qui devait être de 18 tours, a été marquée par un drapeau rouge après la collision de plusieurs pilotes au premier virage au cours du premier tour. La course a ensuite été reprise pour 12 tours avec la grille de départ d'origine.
| Pos.                                                              | No. | Pilote                  | Constructeur | Tours | Temps/Ecarts      | Grille | Points |
| ----------------------------------------------------------------- | --- | ----------------------- | ------------ | ----- | ----------------- | ------ | ------ |
| 1                                                                 | 37  | Pedro Acosta            | Kalex        | 12    | 22: min 29 s 844  | 2      | 25     |
| 2                                                                 | 14  | Tony Arbolino           | Kalex        | 12    | +3 s 543          | 7      | 20     |
| 3                                                                 | 16  | Joe Roberts             | Kalex        | 12    | +6 s 506          | 8      | 16     |
| 4                                                                 | 11  | Sergio García           | Kalex        | 12    | +7 s 377          | 3      | 13     |
| 5                                                                 | 18  | Manuel González         | Kalex        | 12    | +7 s 903          | 16     | 11     |
| 6                                                                 | 84  | Zonta van den Goorbergh | Kalex        | 12    | +11 s 437         | 4      | 10     |
| 7                                                                 | 15  | Darryn Binder           | Kalex        | 12    | +11 s 644         | 5      | 9      |
| 8                                                                 | 7   | Barry Baltus            | Kalex        | 12    | +12 s 225         | 13     | 8      |
| 9                                                                 | 24  | Marcos Ramírez          | Kalex        | 12    | +12 s 578         | 11     | 7      |
| 10                                                                | 12  | Filip Salač             | Kalex        | 12    | +12 s 790         | 17     | 6      |
| 11                                                                | 71  | Dennis Foggia           | Kalex        | 12    | +13 s 262         | 18     | 5      |
| 12                                                                | 54  | Fermín Aldeguer         | Boscoscuro   | 12    | +14 s 051         | 21     | 4      |
| 13                                                                | 28  | Izan Guevara            | Kalex        | 12    | +15 s 250         | 26     | 3      |
| 14                                                                | 75  | Albert Arenas           | Kalex        | 12    | +20 s 917         | 29     | 2      |
| 15                                                                | 4   | Sean Dylan Kelly        | Forward      | 12    | +23 s 286         | 25     | 1      |
| 16                                                                | 72  | Borja Gómez             | Kalex        | 12    | +27 s 210         | 27     |        |
| 17                                                                | 67  | Alberto Surra           | Forward      | 12    | +28 s 219         | 28     |        |
| 18                                                                | 64  | Bo Bendsneyder          | Kalex        | 12    | +33 s 145         | 23     |        |
| 19                                                                | 22  | Sam Lowes               | Kalex        | 12    | +54 s 448         | 12     |        |
| 20                                                                | 33  | Rory Skinner            | Kalex        | 12    | +1 min 06 s 071   | 22     |        |
| 21                                                                | 79  | Ai Ogura                | Kalex        | 11    | +1 tour           | 15     |        |
| 22                                                                | 21  | Alonso López            | Boscoscuro   | 11    | +1 tour           | 6      |        |
| 23                                                                | 23  | Taiga Hada              | Kalex        | 9     | +3 tours          | 19     |        |
| Ab.                                                               | 5   | Kohta Nozane            | Kalex        | 11    | Accident          | 24     |        |
| Ab.                                                               | 52  | Jeremy Alcoba           | Kalex        | 8     | Accident          | 14     |        |
| Ret                                                               | 96  | Jake Dixon              | Kalex        | 3     | Accident          | 1      |        |
| Ab.                                                               | 40  | Arón Canet              | Kalex        | 1     | Accident          | 20     |        |
| Ab.                                                               | 35  | Somkiat Chantra         | Kalex        | 0     | Accident          | 9      |        |
| DNS                                                               | 13  | Celestino Vietti        | Kalex        |       | N’est pas reparti | 10     |        |
| DNS                                                               | 3   | Lukas Tulovic           | Kalex        |       | Non partant       |        |        |
| Meilleur tour en course: Pedro Acosta (Kalex) – 1:52.104 (tour 2) |     |                         |              |       |                   |        |        |
| Rapport officiel                                                  |     |                         |              |       |                   |        |        |

## Classement Moto 3
| Pos.                                                                  | No. | Pilote             | Constructeur | Tours | Temps/Ecarts    | Grille | Points |
| --------------------------------------------------------------------- | --- | ------------------ | ------------ | ----- | --------------- | ------ | ------ |
| 1                                                                     | 5   | Jaume Masiá        | Honda        | 16    | 31 min 58 s 245 | 1      | 25     |
| 2                                                                     | 27  | Kaito Toba         | Honda        | 16    | +5 s 477        | 5      | 20     |
| 3                                                                     | 71  | Ayumu Sasaki       | Husqvarna    | 16    | +5 s 784        | 3      | 16     |
| 4                                                                     | 96  | Daniel Holgado     | KTM          | 16    | +8 s 117        | 18     | 13     |
| 5                                                                     | 11  | David Alonso       | Gas Gas      | 16    | +8 s 240        | 17     | 11     |
| 6                                                                     | 44  | David Muñoz        | KTM          | 16    | +9 s 426        | 14     | 10     |
| 7                                                                     | 54  | Riccardo Rossi     | Honda        | 16    | +9 s 430        | 13     | 9      |
| 8                                                                     | 48  | Iván Ortolá        | KTM          | 16    | +11 s 635       | 12     | 8      |
| 9                                                                     | 82  | Stefano Nepa       | KTM          | 16    | +12 s 409       | 7      | 7      |
| 10                                                                    | 99  | José Antonio Rueda | KTM          | 16    | +16 s 106       | 16     | 6      |
| 11                                                                    | 7   | Filippo Farioli    | KTM          | 16    | +16 s 323       | 19     | 5      |
| 12                                                                    | 43  | Xavier Artigas     | CFMoto       | 16    | +16 s 431       | 22     | 4      |
| 13                                                                    | 10  | Diogo Moreira      | KTM          | 16    | +19 s 304       | 6      | 3      |
| 14                                                                    | 53  | Deniz Öncü         | KTM          | 16    | +22 s 933       | 28     | 2      |
| 15                                                                    | 6   | Ryusei Yamanaka    | Gas Gas      | 16    | +26 s 053       | 11     | 1      |
| 16                                                                    | 70  | Joshua Whatley     | Honda        | 16    | +30 s 601       | 21     |        |
| 17                                                                    | 20  | Lorenzo Fellon     | KTM          | 16    | +35 s 035       | 26     |        |
| 18                                                                    | 64  | Mario Aji          | Honda        | 16    | +35 s 196       | 23     |        |
| 19                                                                    | 22  | Ana Carrasco       | KTM          | 16    | +35 s 375       | 24     |        |
| 20                                                                    | 57  | Danial Shahril     | Honda        | 16    | +44 s 212       | 25     |        |
| 21                                                                    | 63  | Syarifuddin Azman  | KTM          | 16    | +48 s 431       | 20     |        |
| Ab.                                                                   | 95  | Collin Veijer      | Husqvarna    | 15    | Accident        | 9      |        |
| Ab.                                                                   | 72  | Taiyo Furusato     | Honda        | 11    | Abandon         | 8      |        |
| Ab.                                                                   | 19  | Scott Ogden        | Honda        | 10    | Collision       | 4      |        |
| Ab.                                                                   | 24  | Tatsuki Suzuki     | Honda        | 10    | Collision       | 27     |        |
| Ab.                                                                   | 38  | David Salvador     | KTM          | 4     | Accident        | 10     |        |
| Ab.                                                                   | 18  | Matteo Bertelle    | Honda        | 3     | Accident        | 2      |        |
| Ab.                                                                   | 66  | Joel Kelso         | CFMoto       | 1     | Accident        | 15     |        |
| Meilleur tour en course: Ayumu Sasaki (Husqvarna) – 1:59.472 (tour 8) |     |                    |              |       |                 |        |        |
| Rapport officiel                                                      |     |                    |              |       |                 |        |        |

## Classements provisoires aux Championnats
Seul le Top 5 de chaque championnat à l'issue du Grand Prix est présenté ici,,.

### MotoGP
|  | Pos. | Pilote            | Points |
|  | ---- | ----------------- | ------ |
|  | 1    | Francesco Bagnaia | 292    |
|  | 2    | Jorge Martín      | 279    |
|  | 3    | Marco Bezzecchi   | 248    |
|  | 4    | Brad Binder       | 192    |
|  | 5    | Aleix Espargaró   | 160    |

|   | Pos. | Constructeur | Points |
| - | ---- | ------------ | ------ |
|   | 1    | Ducati       | 453    |
|   | 2    | KTM          | 253    |
|   | 3    | Aprilia      | 228    |
| 1 | 4    | Yamaha       | 125    |
| 1 | 5    | Honda        | 123    |

|   | Pos. | Equipe                      | Points |
| - | ---- | --------------------------- | ------ |
|   | 1    | Prima Pramac Racing         | 436    |
|   | 2    | Mooney VR46 Racing Team     | 383    |
|   | 3    | Ducati Lenovo Team          | 327    |
| 1 | 4    | Red Bull KTM Factory Racing | 301    |
| 1 | 5    | Aprilia Racing              | 298    |

### Moto2
|  | Pos. | Pilote        | Points |
|  | ---- | ------------- | ------ |
|  | 1    | Pedro Acosta  | 236    |
|  | 2    | Tony Arbolino | 197    |
|  | 3    | Jake Dixon    | 146    |
|  | 4    | Arón Canet    | 116    |
|  | 5    | Alonso López  | 116    |

|  | Pos. | Constructeur | Points |
|  | ---- | ------------ | ------ |
|  | 1    | Kalex        | 320    |
|  | 2    | Boscoscuro   | 159    |
|  | 3    | Forward      | 1      |

|  | Pos. | Equipe                   | Points |
|  | ---- | ------------------------ | ------ |
|  | 1    | Red Bull KTM Ajo         | 297    |
|  | 2    | Elf Marc VDS Racing Team | 271    |
|  | 3    | GT Trevisan Speed Up     | 204    |
|  | 4    | Pons Wegow Los40         | 192    |
|  | 5    | Idemitsu Honda Team Asia | 164    |

### Moto3
|   | Pos. | Pilote         | Points |
| - | ---- | -------------- | ------ |
|   | 1    | Daniel Holgado | 174    |
| 1 | 2    | Jaume Masià    | 174    |
| 1 | 3    | Ayumu Sasaki   | 173    |
| 1 | 4    | David Alonso   | 151    |
| 1 | 5    | Deniz Öncü     | 146    |

|  | Pos. | Constructeur | Points |
|  | ---- | ------------ | ------ |
|  | 1    | KTM          | 272    |
|  | 2    | Honda        | 215    |
|  | 3    | Husqvarna    | 178    |
|  | 4    | Gas Gas      | 168    |
|  | 5    | CFMoto       | 69     |

|   | Pos. | Equipe                         | Points |
| - | ---- | ------------------------------ | ------ |
|   | 1    | Red Bull KTM Ajo               | 240    |
|   | 2    | Liqui Moly Husqvarna Intact GP | 231    |
| 1 | 3    | Leopard Racing                 | 224    |
| 1 | 4    | Angeluss MTA Team              | 217    |
|   | 5    | Gaviota GasGas Aspar Team      | 206    |